# NGC 630
NGC 630 est une très vaste galaxie lenticulaire située dans la constellation du Sculpteur.  NGC 630 a été découverte par l'astronome britannique John Herschel en 1835.

## Caractéristiques
Sa vitesse par rapport au fond diffus cosmologique est de 5 722 ± 24 km/s, ce qui correspond à une distance de Hubble de 84,4 ± 5,9 Mpc (∼275 millions d'al).